# It's Only Mystery
 (janvier 2018).
It's Only Mystery est une chanson écrite et composée par Corine Marienneau, Louis Bertignac et Éric Serra, et interprétée par le chanteur Arthur Simms. Elle a été créée pour la bande originale du film Subway de Luc Besson.

## Historique
Au début de l'année 1984, la bassiste du groupe Téléphone Corine Marienneau est en couple avec le bassiste de Jacques Higelin : Éric Serra. Ce dernier vient alors de signer la musique du film Le Dernier Combat de Luc Besson en 1983. Le réalisateur s'apprête à réaliser son deuxième long métrage, Subway, et demande à Eric Serra d'écrire deux chansons avec une Américaine. Mais cette dernière (dont l'identité n'a pas été révélée) refuse et Corine Marienneau est appelée en urgence pour la remplacer, alors qu'elle termine l'enregistrement de l'album Un autre monde de Téléphone en Angleterre. En une nuit, elle écrit les textes It's Only Mystery et Guns and People et les confie à Serra qui enregistre la musique. Mais la version de It's Only Mystery est refusée par le réalisateur, et Marienneau demande à l'un de ses compères du groupe, Louis Bertignac, de réaliser une nouvelle maquette, qui est validée par Luc Besson. Après cela, les deux chansons sont enregistrées au studio Ramsès à Paris avec le chanteur américain Arthur Simms, Louis Bertignac à la guitare sur It's Only Mystery et Corine Marienneau aux chœurs sur Guns and People.
Corine Marienneau, Éric Serra et Louis Bertignac sont crédités comme auteurs-compositeurs de It's Only Mystery, bien que la première ait écrit les paroles, le second composé la musique et le dernier réalisé les arrangements.

## Apparitions dans le film
La chanson It's Only Mystery apparait deux fois dans le film. Lors de la première utilisation, le personnage de Christophe Lambert supervise une séance de répétition du groupe qu'il a monté et il a amené avec lui Arthur Simms. Dans ce groupe fictif, il y a Éric Serra à la basse et Jean Reno à la batterie. La chanson est à nouveau utilisée dans le générique de fin.
De son côté, la chanson Guns and People, également chantée par Arthur Simms, est interprétée par le groupe à la fin du film lors d'un concert improvisé sur une scène dans une station de métro, pendant que se déroule le dénouement du film.

## Parution et réception
La chanson sort sur l'album de la musique du film Subway composée par Éric Serra et en single avec Guns And People en face B.

## Reprises notables
- Christine and the Queens, lors de la 41ème cérémonie des César en 2016[3].
- Christophe Maé sur son album je veux du bonheur sortie en 2013.

## Fiche de production
- Éric Serra : basse, guitare, claviers
- Arthur Simms : chant
- Louis Bertignac : guitare (It's Only Mystery seulement)
- Amaury Blanchard et François Laiseau : batterie
- Jean-Michel Kajdan, Philippe Kalfon et Ramon Pipin : guitare
- Benoit Widemann et Patrick Gauthier : claviers
- Eric Aerts  Sidney Thiam : percussion
- Alain Guillard : saxophone
- Jérôme Naulais : trombone
- Yvan Guillard : trompette
- Corine Marienneau et Valérie Barki : chœurs